# Wulfila sanguineus
Wulfila sanguineus là một loài nhện trong họ Anyphaenidae.
Loài này thuộc chi Wulfila. Wulfila sanguineus được Pelegrin Franganillo-Balboa miêu tả năm 1931.